# 鍋島直正

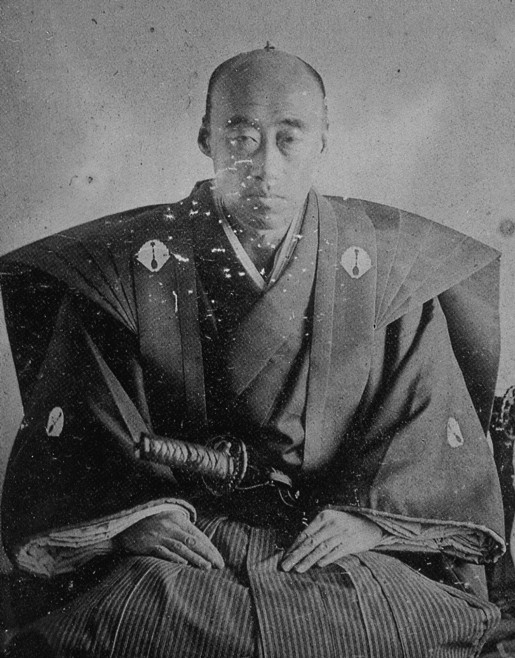
鍋島直正

鍋島直正（日语：／ Nabeshima Naomasa，1815年1月16日—1871年3月8日），明治維新之前名諱為齊正，號閒叟，是幕末的佐賀藩主。「佐賀七賢」之一。

## 生平
1814年出生于江戶，是佐賀藩第九代藩主鍋島齊直之子。1830年成為佐賀藩第十代藩主。受到武雄領主鍋島茂義影響，在任期間採取開明政策，並於1834年於佐賀城下興建醫學館。1850年興建反射爐。1869年擔任北海道開拓使長官，但以大納言的身分留於朝中並未正式赴任，直至1871年逝世。

## 外部連結
- 维基共享资源上的相關多媒體資源：鍋島直正